# ТЕМ3
ТЕМ3 (Тепловоз з Електричною передачею, Маневровий, 3-тя серія) — радянський маневровий тепловоз з електричною передачею, з осьовою формулою 3О−3О. Первісно призначався для роботі на БАМі, тому більшість локомотивів мали утеплення і системи обігріву.
1979 Брянський машинобудівний завод виготовив тепловоз ТЕМ3-001, у якого візки були виконані з безщелепними буксами. На цьому тепловозі було збережено все основне обладнання (дизель-генератор, тягові електродвигуни, допоміжні машини) тепловоза ТЕМ2; залишилися такими ж зчіпна маса, запаси палива, піску, води і мастила, а також тягові параметри тепловоза ТЕМ2.
1980 були проведені порівняльні динамічні випробування двох тепловозів: ТЕМ2 з щелепними і ТЕМ3-001 з безщелепними візками. Візки тепловоза ТЕМ3-001 були виконані за типом візків, виготовлених виробничим об'єднанням «Луганськтепловоз» для магістральних тепловозів. Статичний прогин ресорного підвішування тепловоза становив 90-100 мм. Випробування показали, що тепловози з безщелепними візками мають вищі динамічні властивості, порівняно з тепловозами на щелепних візках.
У наступні роки завод виготовив партію тепловозів ТЕМ3, які надійшли для експлуатаційних випробувань на залізниці.
1986 завод виготовив тепловоз ТЕМ3М-001, який демонструвався на міжнародній виставці Залізничного транспорту. На цьому тепловозі були застосовані однакові з тепловозами ТЕМ3 візки і використана однотипна з тепловозами ТЕМ2М дизель генераторна установка 17ПДГ-2.

## Експлуатація
В Україні експлуатується один тепловоз цієї серії — ТЕМ3-020 використовує Томашгородське кар'єроуправління, Рівненська область, Львівська залізниця.